# Maria Lindblad Christensen
Maria Lindblad Christensen (3 luglio 1995) è una calciatrice danese, portiere del Nordsjælland e della nazionale danese.

## Carriera

### Club
Maria Christensen gioca la prima parte della carriera nelle giovanili del Team Viborg, con il quale resta fino all'estate 2012 quando coglie l'opportunità di sottoscrivere un accordo con il Fortuna Hjørring e giocare così in Elitedivisionen, livello di vertice del campionato danese femminile di calcio. Grazie al secondo posto conquistato dalla squadra nel precedente campionato, ha l'occasione di fare il suo debutto in UEFA Women's Champions League, scendendo in campo il 26 settembre 2012 in occasione della partita di andata dei sedicesimi di finale dell'edizione 2012-2013 dove il Fortuna supera per 2-1 le campionesse di Scozia del Glasgow City. Christensen gioca tutte le quattro partite della sua squadra fino agli ottavi di finale, quando le danesi vengono eliminate dalle svedesi del Kopparbergs/Göteborg.

### Nazionale
Christensen viene convocata dalla Federazione calcistica della Danimarca (Dansk Boldspil Union - DBU) per rappresentare la propria nazione vestendo la maglia delle giovanili nazionale Under-16, impiegata nella Nordic Cup, e nazionale Under-17 fin dal 2010, scendendo in campo per la prima volta nella doppia amichevole con la Scozia del 19 e 21 settembre di quell'anno, facendo il suo debutto in un torneo UEFA il successivo 15 ottobre, in occasione delle qualificazioni all'edizione 2011 del campionato europeo di categoria, nella partita vinta 6-0 sulle avversarie della Moldavia. Impiegata in seguito anche nelle qualificazioni all'Europeo 2012, condivide con le compagne il percorso che vede la sua nazionale accedere alla fase finale per la seconda volta nella sua storia sportiva e, dopo essere stata battuta in semifinale dalla Germania per 2-0, dove Christensen fa la sua ultima presenza in Under-17, conquistare il terzo posto battendo la Svizzera ai rigori.
Sempre nel 2012 viene inserita in rosa con la formazione Under-19 che partecipa alle qualificazioni all'europeo di categoria del Galles 2013, riuscendo ad accedere alla fase finale giocando tutti i tre incontri del gruppo A prima di essere eliminate alla fase a gironi. Con la U19 gioca anche due incontri della prima fase di qualificazione all'Europeo di Norvegia 2014, con la squadra che in seguito non riesce a qualificarsi, e come suo ultimo impiego nella U-19 in uno degli incontri dell'edizione 2014 del Torneo di La Manga.
Un infortunio alla testa le preclude l'accesso alla nazionale maggiore fino al 20 agosto 2016, con la sola parentesi di 10 giorni prima nella formazione Under-23, dove inserita in rosa dal tecnico Nils Nielsen viene selezionata per vestire la maglia della Danimarca impegnata al torneo delle quattro nazioni in Cina, debuttando in nazionale il 22 ottobre di quell'anno, nell'incontro vinto 1-0 sull'Islanda. Nielsen, pur non impiegandola durante le qualificazioni al campionato europeo dei Paesi Bassi 2017, con l'accesso alla fase finale le rinnova la fiducia inserendola come terzo portiere nella lista delle giocatrici annunciata il 19 giugno 2017.

## Palmarès
- Campionato danese: 3

Fortuna Hjørring: 2013-2014, 2015-2016, 2017-2018
- Coppa di Danimarca: 3

Fortuna Hjørring: 2015-2016, 2018-2019
Nordsjælland: 2019-2020